# Nałokietnik

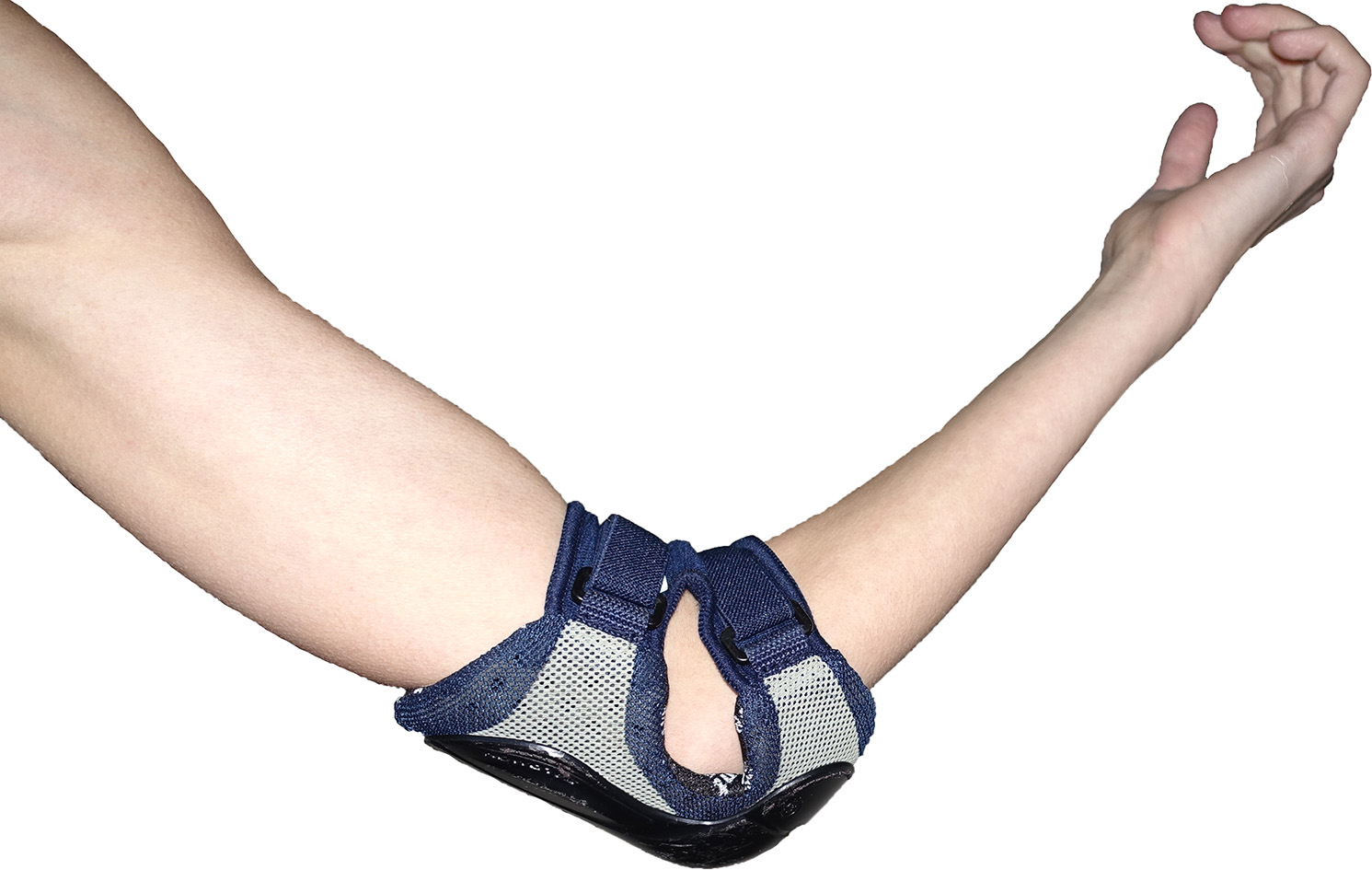

Nałokietnik (ang. elbow pad) – rodzaj ochraniacza nakładanego na łokieć, używanego podczas uprawiania niektórych sportów lub przy wykonywaniu niektórych prac. Stosuje się go przede wszystkim tam, gdzie istnieje bezpośrednie lub pośrednie niebezpieczeństwo uszkodzenia bądź kontuzji łokci.
W sporcie stosują go zarówno amatorzy, korzystający rekreacyjnie z rowerów, deskorolek, wrotek, jak również sportowcy wyczynowi i zawodowi.
Z nałokietników korzystają  sportowcy m.in. w takich dyscyplinach jak: hokej, piłka ręczna, siatkówka, kolarstwo górskie, wrestling, czy wspinaczka skalna.
Wśród stosujących ten ochraniacz można wymienić również żołnierzy, niektóre oddziały prewencyjne policji oraz ratowników np. GOPR czy TOPR.
Dawniej nałokietnik (jako rodzaj rękawa od dłoni do łokcia), był czasem zakładany przez pracowników biurowych i urzędników na właściwy rękaw, w celu ochronienia go przed zabrudzeniem lub zniszczeniem.
Służył również jako element zbroi (zob. nałokcica/nałokietnik).